# Mantispa moucheti
Mantispa moucheti is een insect uit de familie van de Mantispidae, die tot de orde netvleugeligen (Neuroptera) behoort. 
Mantispa moucheti is voor het eerst wetenschappelijk beschreven door Navás in 1925.